# Arthromeris medogensis
Arthromeris medogensis är en stensöteväxtart som beskrevs av Ren-Chang Ching och Y.X.Lin. Arthromeris medogensis ingår i släktet Arthromeris och familjen Polypodiaceae. Inga underarter finns listade.